# Mail no Namida
Singles de Chocolove from AKB48
Ashita wa Ashita no Kimi ga Umareru
(6 juin 2007)
Mail no Namida (メールの涙) est le second et dernier single du trio japonais Chocolove from AKB48.

## Présentation
Le single sort le 29 août 2007 sous le label Universal Music Japan, comme avec le single précédent du groupe, en plusieurs éditions avec des couvertures différentes : en trois éditions régulières notées A, B et C, et en une édition limitée CD+DVD (avec un DVD en supplément) ; l'édition limitée contient en supplément une version remixée de la chanson-titre (interprétée en solo par chacune des membres sur les éditions régulières).
La chanson figurera dans l'album Dessert trois mois plus tard, ainsi que le premier single du groupe.
Il atteint la 29e place des classements des ventes de l'Oricon Weekly Chart et se vend à 5 182 copies durant la première semaine de vente .
La chanson en "face B", Kare no Kitchen, interprétée par les trois membres en même temps sur le single, figure aussi dans l'album mais dans trois versions différentes interprétées en solo par les chanteuses du groupe.

## Liste des titres
CD de l'édition régulière A
| No | Titre                                        | Interprètes    | Durée |
| -- | -------------------------------------------- | -------------- | ----- |
| 1. | Mail no Namida (メールの涙)                  |                | 5:01  |
| 2. | Kare no Kitchen (彼のキッチン)               |                | 4:26  |
| 3. | Mail no Namida (rina-solo ver.) (メールの涙) | Rina Nakanishi |       |
| 4. | Mail no Namida (instrumental) メールの涙     |                | 5:01  |

CD de l'édition régulière B
| No | Titre                                          | Interprètes    | Durée |
| -- | ---------------------------------------------- | -------------- | ----- |
| 1. | Mail no Namida (メールの涙)                    |                | 5:01  |
| 2. | Kare no Kitchen (彼のキッチン)                 |                | 4:26  |
| 3. | Mail no Namida (sayaka-solo ver.) (メールの涙) | Sayaka Akimoto |       |
| 4. | Mail no Namida (instrumental) メールの涙       |                | 5:01  |

CD de l'édition régulière C
| No | Titre                                       | Interprètes  | Durée |
| -- | ------------------------------------------- | ------------ | ----- |
| 1. | Mail no Namida (メールの涙)                 |              | 5:01  |
| 2. | Kare no Kitchen (彼のキッチン)              |              | 4:26  |
| 3. | Mail no Namida (sae-solo ver.) (メールの涙) | Sae Miyazawa |       |
| 4. | Mail no Namida (instrumental) メールの涙    |              | 5:01  |

CD de l'édition limitée
| No | Titre                                       | Durée |
| -- | ------------------------------------------- | ----- |
| 1. | Mail no Namida (メールの涙)                 | 5:01  |
| 2. | Kare no Kitchen (彼のキッチン)              | 4:26  |
| 3. | Mail no Namida (Chocolove-mix) (メールの涙) |       |
| 4. | Mail no Namida (instrumental) メールの涙    | 5:01  |

DVD de l'édition limitée
| No | Titre                                    | Durée |
| -- | ---------------------------------------- | ----- |
| 1. | Ashita wa Ashita no Kimi ga Umareru (PV) |       |
| 2. | Making                                   |       |
| 3. | Recording Offshot                        |       |